# Yangisme
Le yangisme, (chinois simplifié : 杨朱学派 ; pinyin : yángzhūxuépài) est une école philosophique fondée par Yang Zhu qui a existé durant la période des Royaumes combattants (de 475 à 221 av. J.-C.) et qui repose sur la croyance que les actions humaines sont et devraient être basées sur l'intérêt personnel. L'école a été décrite par les sinologues comme une forme précoce d'égoïsme psychologique et d'égoïsme éthique. L'accent principal est mis sur la nature humaine (性, xìng), un terme qui a été incorporé ultérieurement par Mencius au confucianisme. Aucun document pouvant être attribué à ses adeptes n'a été découvert pour l'instant et tout ce que l'on sait de cette école provient des commentaires des philosophes rivaux, en particulier des textes chinois suivants : Huainan Zi, Lüshi Chunqiu, Mengzi et éventuellement Lie Zi et Zhuangzi. Le philosophe Mencius déclara que le yangisme a concurrencé le confucianisme et le moïsme par le passé, bien que la véracité de cette affirmation reste controversée parmi les sinologues. Parce que le yangisme s'était déjà effacé à l'époque où Sima Qian a compilé son ouvrage, le Shiji, cette école de pensée n'a pas été incluse parmi les Cent écoles de pensée.

## Philosophie
Le yangisme a été décrit comme une forme d'égoïsme psychologique et d'égoïsme éthique. Les philosophes du yangisme croyaient en l'importance de protéger leurs propres intérêts en « gardant leur nature intacte, en protégeant leur individualité et en ne laissant pas leur corps être contraint par quoi que ce soit ». S'éloignant des vertus confucéennes que sont la convenance (禮, lĭ), la bienveillance (仁, rén) et la droiture (義) ainsi que de la vertu légiste qu'est la loi (法, fǎ), les yangistes considéraient le weiwo (為我, wèiwǒ), c'est-à-dire « tout pour soi-même », comme la seule vertu nécessaire pour se cultiver soi-même. Les plaisirs personnels étaient jugés désirables, comme dans l'hédonisme, mais sans être au détriment de la santé de l'individu. Les yangistes croyaient que le bien-être personnel était le but primordial de la vie et considéraient immoral et inutile tout ce qui y faisait obstacle.
L'accent principal est mis sur la nature humaine (性), un terme qui a été incorporé ultérieurement par Mencius au confucianisme. Le xing, selon le sinologue A. C. Graham, est le « parcours approprié d'une personne dans le vie. Les individus ne peuvent prendre soin raisonnablement que de leur propre xing et ne devraient pas naïvement avoir à soutenir le xing des autres personnes, même si cela signifie s'opposer à l'empereur. En ce sens, le yangisme est une « attaque directe » envers le confucianisme, en laissant entendre que le pouvoir de l'empereur, défendu par le confucianisme est sans fondement et destructeur et que l'intervention de l'état est moralement erronée.
« 
Ce pour quoi Yang Zhu vivait était lui-même. Si, en s'arrachant un poil, cela pouvait profiter au reste du monde, il ne le ferait pas.
 »
— Mencius à propos de Yang Zhu dans le Mengzi (IVe siècle av. J.-C.), 
Le philosophe confucéen Mencius dépeigne le yangisme comme l'opposé direct du moïsme : tandis que le moïsme instaure l'idée d'un amour universel et d'une sollicitude objective, les yangistes n'agissent que « pour eux-mêmes », rejetant l'altruisme du moïsme. Il qualifia les yangistes d'égoïstes, dédaignant la charge de servir la communauté, se préoccupant uniquement de leurs inquiétudes personnelles. Mencius voyait le confucianisme comme la « voie médiane » entre ces deux philosophies.

## Influences sur les croyances postérieures
Mencius incorpora le concept yangiste de xing dans sa propre philosophie. Certains sinologues (et tout particulièrement Feng Youlan) ont soutenu que le yangisme a influencé le taoïsme et peut être vu comme un précurseur des croyances ultérieures taoïstes. Cette idée est notamment accréditée par les prises de positions de Yang Zhou sur :
- l’individualisme : Yang Zhou prône une attitude qui confine à l’égoïsme quand les Taoïstes mettent en avant le principe de non-interventionnisme vis-à-vis du groupe social
- le désintérêt pour la mort : Yang Zhou et les Taoïstes donnent la primauté totale à la vie et au corps vivant.

Il semble donc que les idées de Yang Zhou aient pu trouver un écho dans l’école philosophique naissante du taoïsme.